# Fryderyk II Mądry
Fryderyk II Wittelsbach (ur. 9 grudnia 1482 w Neustadt an der Weinstraße, zm. 26 lutego 1556 w Alzey) – elektor Palatynatu Reńskiego.
Syn elektora Palatynatu Filipa i Małgorzaty.
Przebywał na dworze Filipa I Pięknego. Brał udział w wojnie włoskiej 1509 roku służąc u cesarza Maksymiliana I. Przekonywał swojego brata elektora Palatynatu Ludwika V Wittelsbacha do oddania głosu na Karola V.
Od 1505 roku został opiekunem synów brata Rupperta – Ottona Henryka i Filipa. W wyniku wojny o sukcesję Bawarii-Landshut w 1505 roku, cesarz przyznał Ottonowi Henrykowi i Filipowi część terenów Bawarii-Landshut od linii Dunaju przez Frankonię do Górnego Palatynatu, ze stolicą w Neuburg an der Donau. Tereny te stały się Palatynatem-Neuburg. Do czasu uzyskania przez nich pełnoletniości Fryderyk został ich regentem. Przekazał im władzę w 1522 roku.
Przyszły cesarz Ferdynand I wysyłał Fryderyka z misjami dyplomatycznymi do Rzymu, Madrytu i Paryża.
29 września 1535 roku ożenił się Dorotą Oldenburg (1520–1580), córką króla Danii, Norwegii, Szwecji Chrystiana II i Izabelli Habsburg. Nie mieli dzieci.
Po śmierci brata w 1544 roku został elektorem Palatynatu.